# Réserve naturelle d'Arakoola
 (janvier 2023).
La réserve naturelle d'Arakoola est une réserve naturelle (en) australienne créée en mars 1999 et située dans l'État de Nouvelle-Galles-du-Sud. Elle a une superficie de 3 180 ha.

## Flore
La réserve contient sept communautés de végétation.